# آرشاک سادویان
آرشاک سادویان (ارمنی: Արշակ Ավետիսի Սադոյան؛ زادهٔ ۲۲ فوریهٔ ۱۹۴۰) یک سیاستمدار اهل ارمنستان است که از تاریخ ۱۹۹۵ تا تاریخ ۲۰۰۷ سمت نمایندگی دوره‌های اول تا سوم مجلس ملی جمهوری ارمنستان را برعهده داشت.

## زندگی‌نامه
در ۲۲ فوریه ۱۹۴۰ در ایروان به دنیا آمد و از دانشگاه دولتی ایروان فارغ‌التحصیل شد. 